# Gadżety pulpitu
Gadżety Pulpitu (ang. Windows Desktop Gadgets, także Pasek boczny systemu Windows, ang. Windows Sidebar w Windowsie Vista) – oprogramowanie umożliwiające użycie widżetów z interfejsem graficznym użytkownika (GUI). Widżety zawarte w tej aplikacji pokazują stan niektórych elementów systemu operacyjnego, jednak mogą zbierać i przedstawiać informacje z innych źródeł niż dysk twardy komputera (chociażby Internetu) takie jak: pogoda, informacje giełdowe, dane z serwisów takich jak eBay. Program pojawił się w systemie Windows Vista, w którym przeznaczono dla niego specjalny pasek po prawej stronie ekranu. Program został usunięty w systemie Windows 8, a jego rozwój nie był kontynuowany.

## Przegląd – działanie aplikacji
Gadżety Pulpitu  zawierają wiele małych aplikacji, opartych na Skrypcie Windows i kodzie HTML. Wyświetlają informacje systemowe, takie jak użycie procesora i karty graficznej (w procentach). Pokazują też informacje z Internetu, zazwyczaj poprzez kanał RSS. Dla gadżetów przeznaczony jest pasek boczny, jednak zarówno w Windowsie Vista jak i nowszych wersjach systemu gadżety mogą być „przenoszone” w inne miejsca na pulpicie. W Windowsie Vista dostępnych jest jedenaście gadżetów:
| Gadżety w Windows Vista według zastosowania | Gadżety w Windows Vista według zastosowania | Gadżety w Windows Vista według zastosowania | Gadżety w Windows Vista według zastosowania |
| ------------------------------------------- | ------------------------------------------- | ------------------------------------------- | ------------------------------------------- |
| Organizacja                                 | Prezentacja informacji z innych źródeł      | Inne zadania (w tym rozrywka)               | Prezentacja stanu systemu                   |
| Kalendarz                                   | Pokaz slajdów                               | Konwersja walut                             | Miernik aktywności CPU i GPU                |
| Zegar                                       | Pogoda                                      | Notatnik                                    |                                             |
| Kontakty                                    | Giełda                                      | Puzzle                                      |                                             |

Microsoft udostępnił link do Windows Live Gallery, gdzie można było pobrać dodatkowe gadżety, jednak strona została zamknięta 1 października 2011 roku.